# Třída Joffre
Třída Joffre byla plánovaná třída letadlových lodí francouzského námořnictva. Objednány byly dvě jednotky této třídy, rozestavěna byla pouze jedna. Po vypuknutí druhé světové války byla stavba zrušena.

## Stavba
Práce na projektu nových francouzských letadlových lodí probíhaly od roku 1931. Roku 1938 byla v loděnici Ateliers et Chantiers de Penhoët v Saint-Nazaire objednána stavba dvou jednotek této třídy. Kýl prototypové letadlové lodě Joffre byl založen 18. listopadu 1938. Stavbu přerušilo vypuknutí války. Z 25% hotové plavidlo bylo roku 1940 sešrotováno. Stavba jeho sesterské lodě Painlevé byla zrušena před založením kýlu.

## Konstrukce
Letadlová loď měla průběžnou letovou palubu (bez katapultů) s velitelskou nástavbou na pravoboku. Až 40 letadel mělo být umístěno ve dvou hangárech spojených s palubou dvěma výtahy. Výzbroj tvořilo osm 130mm kanónů, osm 37mm kanonů a dvacet čtyři 13,2mm kulometů. Pohonný systém tvořilo 8 kotlů Indret a čtyři turbíny Parsons o výkonu 125 000 shp, pohánějící čtyři lodní šrouby. Nejvyšší rychlost měla dosahovat 33 uzlů.